# Путята, Дмитрий Васильевич (1806)
Дмитрий Васильевич Путята (1806—1889) — русский генерал, член Александровского Комитета о раненых и главный попечитель Инвалидного дома.

## Биография
Родился 26 октября (7 ноября) 1806 года, младший сын действительного статского советника генерал-кригс-комиссара Василия Ивановича Путяты от брака с Екатериной Ивановной, урождённой Яфимович.
Воспитывался сначала дома, под руководством гувернёров, а потом отдан был в Царскосельский благородный пансион, по окончании курса которого 6 апреля 1824 года поступил в военную службу прапорщиком в лейб-гвардии Преображенский полк.
14 декабря 1825 года Путята принимал участие в усмирении восстания декабристов.
Во время русско-турецкой войны 1828—1829 годов находясь в составе Преображенского полка, участвовал в блокаде и взятии крепости Варны и в декабре 1829 г. за боевые отличия произведён в поручики.

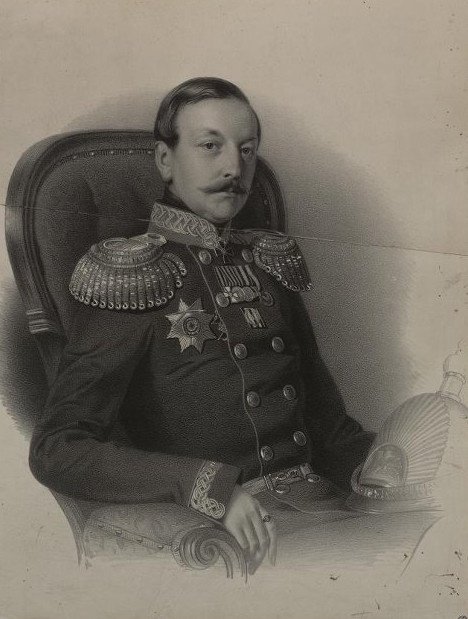
Портрет Дмитрия Васильевича Путяты, кисти Павла Семеновича Сорокина, XIX в.

Назначенный затем, в январе 1831 года, адъютантом к генерал-адъютанту князю Щербатову, он принимал участие в усмирении Польского мятежа. Так, когда 10 марта отдельный гвардейский корпус, переправившись через реки Буг и Нарев, узнал, что поляки под начальством Скржинецкого, перейдя в разных местах Буг, выказали решительное намерение, обойдя фланги гвардейского корпуса и заняв переправы на Нареве, отрезать его от главных сил действующей армии, корпус начал отступать к Белостоку. Во время этого отступления и отличился Путята, особенно выдвинувшись в битве при Старом-Акаце и при защите Желтиховской переправы на реке Нареве, за что получил орден св. Анны 3-й степени с бантом. В эту же кампанию он был награждён орденом св. Владимира 4-й степени с бантом за отличие, оказанное при штурме передовых укреплений и городского вала Варшавы, и польским знаком «Virtuti militari» 4-й степени.
По окончании кампании Путята был назначен в апреле 1832 года адъютантом к генерал-адъютанту Бистрому, а в конце этого года произведён в штабс-капитаны. В августе 1838 года назначенный адъютантом к великому князю Михаилу Павловичу, Путята в 1841 году был произведён в полковники, 1 января 1847 года за беспорочную выслугу 25 лет в офицерских чинах был награждён орденом св. Георгия 4-й степени (№ 7564 по кавалерскому списку Григоровича — Степанова), а 3 апреля 1849 года получил чин генерал-майора.
Вскоре он получил новое назначение — на должность директора 2-го кадетского корпуса, и 19 сентября 1849 года был зачислен в свиту Его Императорского Величества. Директором корпуса Путята пробыл около шести лет, а в мае 1855 года был назначен на должность помощника начальника Главного штаба по военно-учебным заведениям. 26 августа 1856 года назначен генерал-адъютантом и награждён орденом св. Владимира 2-й степени.
Произведённый за отличие в генерал-лейтенанты (30 августа 1857 года), Путята в декабре 1858 года был назначен членом Александровского комитета о раненых, с оставлением и в ранее занимаемой им должности. Через полтора года Путята был определён начальником штаба главного начальника военно-учебных заведений (где пробыл до 1862 г.), а кроме того и главным попечителем Инвалидного дома.
30 августа 1869 года он был произведён в генералы от инфантерии с зачислением по армейской пехоте и с оставлением членом Александровского комитета о раненых и главным попечителем Овсянниковского инвалидного дома. Кроме того, Путята состоял членом Советов Императорской военной академии и военно-учебных заведений.
Среди прочих наград Путята имел ордена св. Станислава 1-й степени (1851 год), св. Анны 1-й степени (1853 год), Белого Орла (1866 год) и св. Александра Невского (1872 год).
Скончался в Санкт-Петербурге 20 марта (1 апреля) 1889 года, похоронен на кладбище Новодевичьего монастыря. Многочисленные некрологи о его смерти:
- «Русский инвалид», 1889 г., 25 марта
- «Новости», 1889 г., 22 марта, № 80
- «Новое время», 1889 г., 22 марта, № 4692
- «Правительственный вестник», 1889 г., 23 марта, № 65 и 25 марта, № 67.

В «Военном сборнике» в 1886 году (№ 2) была помещена статья Путяты, под заглавием «Укреплённый лагерь англичан под Кабулом в 1841 г.».

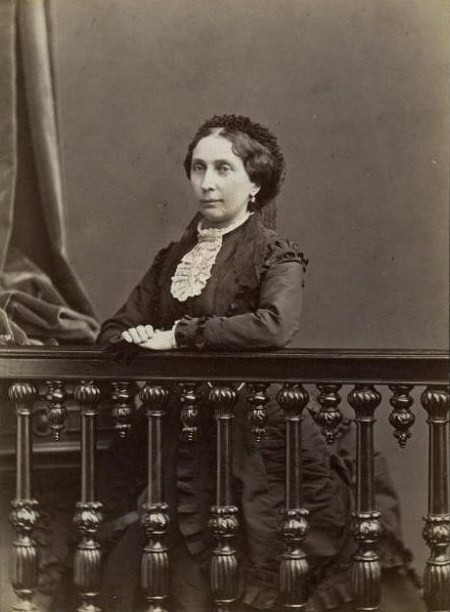
Евдокия Егоровна Путята

## Семья
Его братья: Иван (полковник), Александр и Николай (известный литературный деятель).
С 1842 года Путята был женат на Евдокии Егоровне Пашковой (1820—1893), дочери генерал-майора Е. И. Пашкова. По свидетельству современницы, Евдокия Егоровна была влюбленна в Путяту в течение трёх лет, но «отец её не давал согласия на брак. Наконец он уступил просьбам умирающей жены, и они были помолвлены». Детей у них не было; похоронены вместе.
У его отца был двоюродный брат, советник Тверского губернского правления Дмитрий Никифорович Путята, сын которого штабс-капитан Василий Дмитриевич, служивший во 2-м кадетском корпусе, имел сына — тоже Дмитрия Васильевича Путяту (1855—1915); так что Амурский военный губернатор, генерал-лейтенант и полный тёзка приходится генерал-адъютанту Д. В. Путяте троюродным племянником.